# Fáklya (folyóirat, 1920)
A Fáklya az Erdélyi és Bánáti Alkalmazottak Szövetségének hivatalos lapja Kolozsvárt 1920-ban. Felelős szerkesztő Tiron Albani. Azonos szöveggel jelent meg magyar, román és német nyelven. Szakmai kérdésekkel foglalkozott, cikkeket közölt a szocialista művelődési mozgalmakról. Csak az 1. száma (1920. június 6.) ismeretes.